# Barbus niokoloensis
Barbus niokoloensis és una espècie de peix cipriniforme de la família dels ciprínids.

## Morfologia
Els mascles poden assolir els 4,7 cm de longitud total.

## Distribució geogràfica
Es troba als rius Gambia, Bafing (un afluent del riu Senegal a Guinea) i Corubal.